# Saint-Gilles (Marne)
Saint-Gilles település Franciaországban, Marne megyében. Lakosainak száma 274 fő (2022. január 1.). Saint-Gilles Mont-Saint-Martin, Courville, Fismes és Mont-sur-Courville községekkel határos.

## Népesség
A település népessége az elmúlt években az alábbi módon változott:
| Lakosok száma | 202  | 142  | 131  | 241  | 278  | 283  | 293  | 279  | 272  | 274  |
|               | 1968 | 1982 | 1990 | 2006 | 2013 | 2015 | 2017 | 2019 | 2020 | 2022 |